# Full Mojo Rampage
Full Mojo Rampage est un jeu vidéo d'action développé et édité par Over the Top Games, sorti en 2013 sur Windows, PlayStation 4 et Xbox One.

## Accueil
- Canard PC : 8/10[1]